# Condado de Garza
El Condado de Garza es uno de los 254 condados del estado estadounidense de Texas. La sede del condado es Post, al igual que su mayor ciudad. El condado posee un área de 2.321 km² (los cuales 2 km² están cubiertos por agua), la población de 4.872 habitantes, y la densidad de población es de 2 hab/km² (según censo nacional de 2000). Este condado fue fundado en 1876.